# Samen zijn wij Oost
Samen zijn wij Oost is een artistiek kunstwerk in Amsterdam-Oost. Het is van Enzo Pérès-Labourdette.

## Tegeltableau
De 31-jarige Pérès-Labourdette had in 2022 de wedstrijd Heel Holland Bakt gewonnen en deed in diezelfde periode mee met een door bewoners en stadsdeelcommissie uitgeschreven wedstrijd ter verfraaiing van de tunnelwanden, maar ook ter ondersteuning van de Lhbti-gemeenschap. Het kunstwerk was bedoeld voor de wanden van de Van Swindenspoorbrug, in beheer bij ProRail die medewerking verleende. Het spoorviaduct verzorgt sinds eind jaren dertig (in 1937 was men aan het bouwen) de verbinding tussen de Eerste Van Swindenstraat enerzijds en de Javastraat anderzijds. De kunstenaar wil met zijn werk de diversiteit van de wijk/stad weergeven; hij noemt het zelf een diversiteitsmonument. Pérès-Labourdette, geboren in Frankrijk, is  illustrator van huis uit, ging ter plaatse kijken en met bewoners praten. Hij zag tijdens een regenbui allerlei mensen onder het viaduct schuilen, normaliter gescheiden van elkaar levend, maar hier samengebracht. Hij maakte tekeningen die door keramiekfabriek Maatwerk te Utrecht overgezet werd op tegels. Elke tegel werd vervolgens voorzien van een sticker om hem op de juist plek te krijgen. Daarbij werd de mogelijkheid opgehouden dat een gebarsten of vernielde tegel vervangen zou kunnen worden. De kunstenaar beeldt een storm (symbool voor incidenten en uitsluiting) af, die mensen de tunnel inblaast en die elkaar door middel van een paraplu's in regenboogkleuren beschermen.  
De kunstenaar is zelf op het tegelwerk terug te vinden; hij loopt met hond en vriend in de stoet mee. Op zaterdag 15 oktober 2022 werd het kunstwerk onthuld.

## 2025
In juli 2025 mocht Enzo Pérès-Labourdette in Het Parool zijn woordje doen over het veranderende straatbeeld in Amsterdam, met name dat van de Oranje Loper; hij woont en werkt dan in Baarsjes. Hoewel algemeen beschouwd als uniform mooi beeld komt het bij anderen (en bij hem) over als juist mooi, maar steeds hetzelfde. In dat stuk kwam hij terug op de aanloop naar het tegeltableau. Hij kreeg na de opdracht te maken met verregaande bureaucratie. Allerlei gemeentelijke en buurtinstantie instanties wilden er hun mening in kwijt, zodat de kunstenaar bijna het overzicht verloor. Zo mocht het niet te zwaar worden, wellicht zelfs alleen voor tijdelijke gebruik. Anderen bemoeiden zich weer met de inhoud; dit moest afgebeeld worden en dat juist niet. Uiteindelijk maakte een projectleider de weg vrij voor het kunstwerk. De kunstenaar hoorde van buurtbewoners dat ze het mooi vinden, terwijl het niet helemaal volgens zijn wensen is.  Het stuk verscheen toen Judith de Leeuw diezelfde bureaucratie al verwerkt had in haar kunstwerk Diversity in bureaucracy (2021).

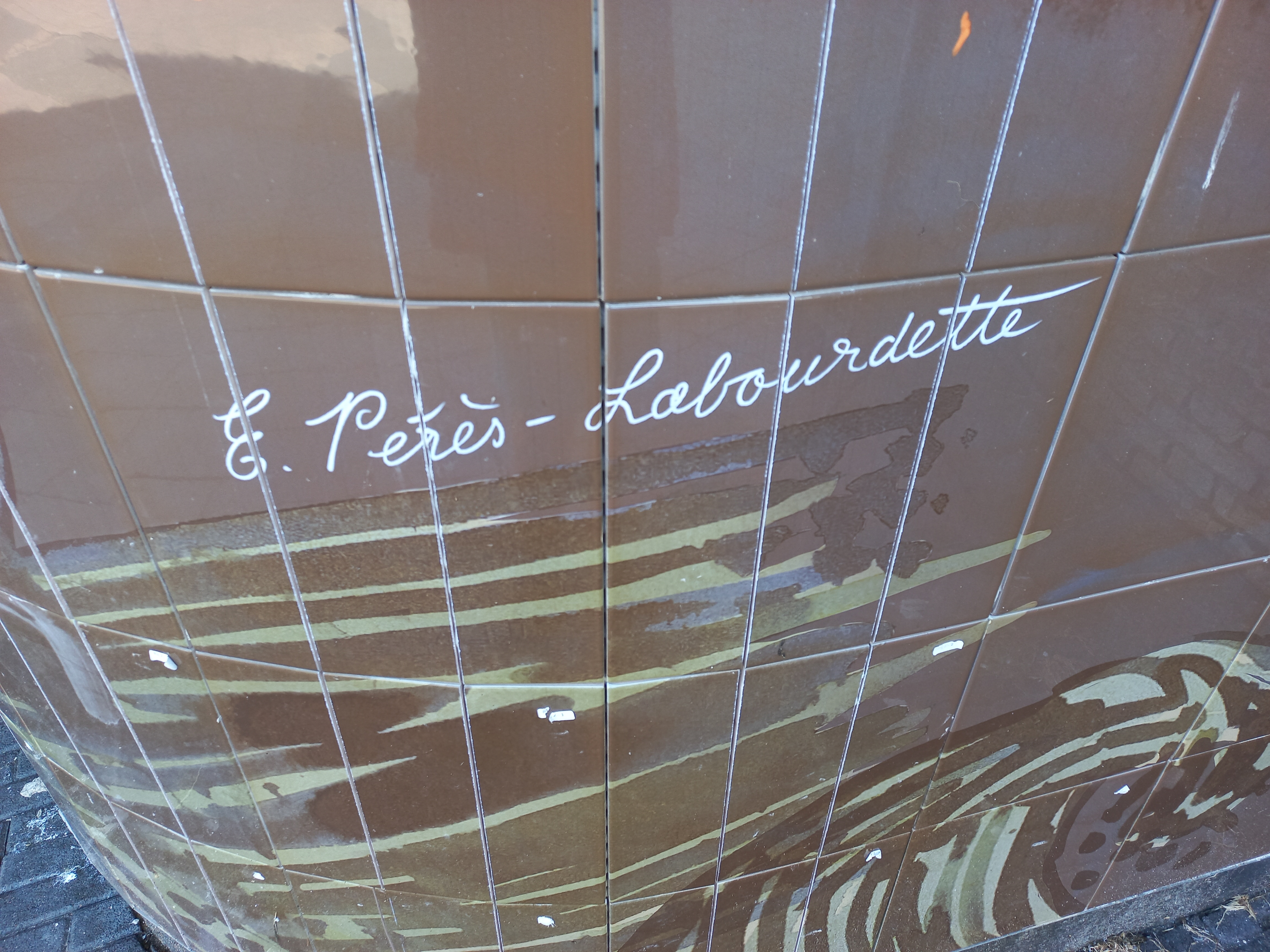
Handtekening kunstenaar (augustus 2022)

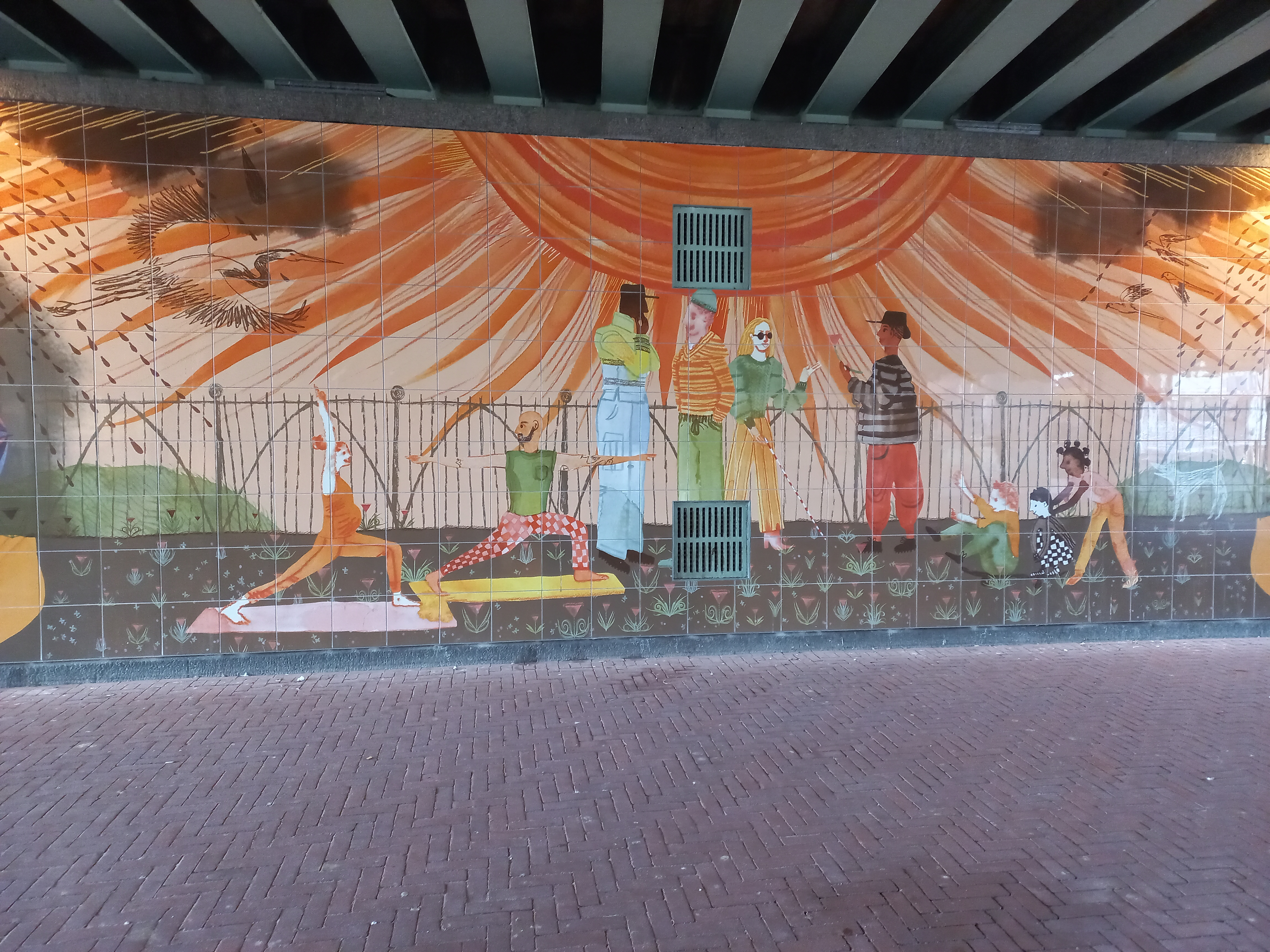
Deel van de noordelijke wand (januari 2023)